# Denis Wolf
Denis Santos Wolf (15 de enero de 1983, Hanover, Alemania) es un exfutbolista filipino, nacido en Alemania. Jugaba de delantero.

## Trayectoria
| Club                 | País      | Año       |
| -------------------- | --------- | --------- |
| Hannover 96          | Alemania  | 2002-2005 |
| Fortuna Düsseldorf   | Alemania  | 2005-2007 |
| FC Rot-Weiß Erfurt   | Alemania  | 2007-2009 |
| 1. FC Magdeburg      | Alemania  | 2009-2012 |
| Global Football Club | Filipinas | 2012-2013 |
| TSV Havelse          | Alemania  | 2013-2016 |
| FC Stern Misburg     | Alemania  | 2016-2017 |

### Selección nacional
Ha sido internacional con Filipinas jugando dieciséis partidos y anotando cinco goles.

### Goles internacionales
Scores and results list the Philippines' goal tally first.
| #  | Date                     | Venue                          | Opponent     | Score | Result | Competition               |
| -- | ------------------------ | ------------------------------ | ------------ | ----- | ------ | ------------------------- |
| 1. | 29 de febrero de 2012    | Rizal Memorial Stadium, Manila | Malasia      | 1–0   | 1–1    | Friendly                  |
| 2. | 27 de septiembre de 2012 | Rizal Memorial Stadium, Manila | Macao        | 1–0   | 5–0    | 2012 Philippine Peace Cup |
| 3. | 27 de septiembre de 2012 | Rizal Memorial Stadium, Manila | Macao        | 2–0   | 5–0    | 2012 Philippine Peace Cup |
| 4. | 27 de septiembre de 2012 | Rizal Memorial Stadium, Manila | Macao        | 4–0   | 5–0    | 2012 Philippine Peace Cup |
| 5. | 29 de septiembre de 2012 | Rizal Memorial Stadium, Manila | China Taipéi | 1–0   | 3–1    | 2012 Philippine Peace Cup |